# Conus centurio
Conus centurio is een in zee levende slakkensoort uit het geslacht Conus. De slak behoort tot de familie Conidae. Conus centurio werd in 1778 beschreven door Born. Net zoals alle soorten binnen het geslacht Conus zijn deze slakken roofzuchtig en giftig. Zij bezitten een harpoenachtige structuur waarmee ze hun prooi kunnen steken en verlammen.